# Swarthmoor
Swarthmoor är en by i Cumbria i England. Byn ligger 79,6 km från Carlisle. Orten har 1 065 invånare (2015).